# Kimhwa
Kimhwa är en landskommun (kun) i Kangwon-provinsen i Nordkorea. Den består huvudsakligen av berg men de sydöstra regionerna i landskommunen är lågland. 80% av området består av skog. Näringslivet består huvudsakligen av jordbruk och silkesframställning är en lokal specialitet. Grödor som framställs i området inkluderar potatis, majs, ris och vete. Det finns flera gruvor i länet som är i bruk. Mineraler som framställs är mangan, guld, koppar, talk, fluorit, barit och antracit. Kimhwa är anslutet till resten av Nordkorea via väg.